# Amyda ornata
Amyda ornata je druh želvy z čeledi kožnatkovití. Vyskytuje se v jihovýchodní Asii. Stupeň ohrožení nebyl zatím určen.

## Poddruhy
Existují tyto poddruhy:
- Amyda ornata ornata (Gray, 1861), vyskytuje se v Thajsku, Laosu, Vietnamu a Kambodži
- Amyda ornata phayrei (Theobald, 1868), vyskytuje se v Indii, Bangladéši, Myanmaru a Thajsku.